# ليفي سوتون
ليفي سوتون (بالإنجليزية: Levi Sutton) هو لاعب كرة قدم بريطاني في مركز الوسط، ولد في 24 مارس 1996 في إنجلترا في المملكة المتحدة. لعب مع سكونثورب يونايتد.

## وصلات خارجية
- ليفي سوتون على موقع قاعدة بيانات كرة القدم.إي يو (الإنجليزية)
- ليفي سوتون على موقع Soccerway.com (الإنجليزية)